# Ligne de Carignan à Messempré
La ligne de Carignan à Messempré était une ligne de chemin de fer secondaire française à écartement standard du département des Ardennes.
Elle constituait la ligne 214 000 du réseau ferré national.

## Histoire
La ligne a été déclarée d'utilité publique avec la ligne de Vrigne-Meuse à Vrigne-aux-Bois et celle de la gare de Monthermé à Monthermé par décret du 9 novembre 1869, sous le régime des voies ferrées d'intérêt local et au bénéfice du département des Ardennes, l'exploitation en étant assurée par la Compagnie des chemins de fer de l'Est, afin de desservir le laminoir de Messempré, des frères Schneider. Après la nationalisation, l'exploitation a été poursuivie par la SNCF en qualité de gestionnaire délégué du département.
La ligne, longue de 6,1 kilomètres, a été mise en service en 1871.
Elle a été fermée au trafic voyageurs le 1er août 1914. Toutefois, il est fait état d'une navette voyageurs jusqu'aux années 1940.
Le prolongement en direction de la Belgique de cette ligne est décrétée par l’État belge dès 1897 mais des considérations politiques motivant le choix d'un tracé vers Bertrix au lieu de Florenville retardent l’inauguration de la ligne 163A de Bertrix à Muno à 1914. Le gouvernement français étant opposé à une jonction entre ces deux lignes, elle est posée par les Allemands pendant la Première Guerre mondiale, et un fort trafic a été écoulé par l'armée allemande qui avait constitué par cette liaison afin de desservir l'arrière de son front depuis l'Allemagne, le Luxembourg et la Fagne en s'appuyant sur une série de lignes nouvelles de Gouvy à la vallée du Rhin. La liaison internationale Muno - Messempré été déposée dans l'entre-deux-guerres, avant d'être rétablie en 1939 par le génie français. La ligne a été exploitée par les Allemands de 1939 à 1942, puis la liaison internationale, rendue temporairement indispensable à cause du dynamitage d'un viaduc près de Bertrix, a été à nouveau déposée en 1955.
La SNCF a fait part en 2009 aux entreprises embranchées de sa volonté de ne plus desservir la ligne en raison de sa dégradation et de son déficit à compter la mi-juin 2009,. En 2018-2020, la ligne était déferrée et transformée en voie verte sur la distance Carignan - Muno, créant un lien avec le RAVEL sur l'ancienne ligne 163A en Belgique.

## Caractéristiques
La ligne, à voie unique et écartement normal, s'embranchait sur la ligne de Mohon à Thionville en amont de la  gare de Carignan, côté Charleville, passait dans la cour de la gare puis, après une courbe de 350 m. de rayon, suivait l'Aulnois avec une rampe de 7 ‰ et desservait l'unique halte intermédiaire, celle de Osnes - Pure et poursuivait la rampe jusqu'à l'embranchement particulier du laminoir de Messempré et la gare de cette commune,.

## Exploitation
La navette voyageurs était tractée par des locomotives tender  030T de la série 0.201 à 0.210 Est construites en 1859 et transformées en locomotives bi-cabines afin de pouvoir circuler dans les deux sens sans avoir à être tournées en fin de ligne, la gare de Messembré ne disposant pas de plaque tournante.
À la fin des années 1950, la ligne voyait circuler des trains de marchandises tractés par des locomotives diesel  A1AA1A 62000 du dépôt de Lumes. La gare de Messempré, qui disposait d'un embranchement particulier des établissements de Wendel, avait en 1956 un trafic de produits sidérurgiques de 104 739 tonnes.
Dans les années 1950-1980, la ligne est exploitée sous le régime de la voie unique à trafic restreint (VUTR) et dessert la Brasserie Fournier (km 0,5), les Forges et ateliers de la Foulerie et l'embranchement SYVA.L 1 au km 2,1, l'embranchement SYVA.L 2 et celui de Fichet-Bauche au km 2,8, les profilés et tubes de l'Est (km 5), avec un ou deux trains journaliers, alors tractés par des locomotives diesel BB 63500 du dépôt de Mohon.
Dans les années 2000, la ligne avait été amputée de sa section terminale sur environ 1 km et la gare de Messempré démolie. Une desserte journalière restait desservir les embranchements particuliers, tractée par des BB 63500 du dépôt de Metz ou des BB 66400 de Chalindrey, assurant un trafic annuel de 60 000 tonnes.  En 2019-2020, la totalité de la ligne était déferrée. 